# 南开大学幼儿园
南开大学幼儿园，创建于1952年，坐落于南开大学八里台校区校园内大中路以南，迦陵学舍和南开大学宁园的北侧，是秀山堂的原址，占地7000余平方米。南开大学幼儿园隶属于南开大学基础教育管理中心，仅面向具有南开大学事业编制员工的子女招生，不面向社会招生。